# Список науково-фантастичних телевізійних програм
Це повний список телевізійних програм, основною темою яких є наукова фантастика або які містять принаймні один значущий елемент наукової фантастики, навіть якщо при цьому програми включають інші жанри.
Для телевізійних програм із фентезі, жахами, детективами, паранормальними, надприродними та іншими пов’язаними темами дивіться відповідні жанри та списки .
Науково-фантастичні фільми, одноразові презентації, оригінальна мережева анімація (ONA), оригінальна відеоанімація (OVA), короткометражні фільми (короткометражки), серійні фільми (серіали) та спецвипуски повинні бути створені спеціально для телебачення чи потокового сервісу або ж транслюватися спочатку (мати прем'єру) на телебаченні або в потоковому каналі, щоб відповідати вимогам цього списку. Фільмам, прем'єри яких відбулися на «великому екрані» (прокат у кінотеатрах ) або були розповсюджені direct-to-video (відеокасета/касета/betamax/VHS, лазерний диск, відео CD/DVD/HD-DVD/ Blu-ray/UHD тощо) або в Інтернеті, тут не місце, навіть якщо вони транслювалися у певний момент на телевізійному/потоковому каналі. Будь ласка, дивіться списки науково-фантастичних фільмів для більш детальної інформації.

## Повний список в алфавітному порядку

### Жанри
| 0–9 Докладніше : Список науково-фантастичних телевізійних програм, 0-9 А Докладніше : Список науково-фантастичних телевізійних програм, А Б Докладніше : Список науково-фантастичних телевізійних програм, Б В Докладніше : Список науково-фантастичних телевізійних програм, В Г Докладніше : Список науково-фантастичних телевізійних програм, Г Ґ Докладніше : Список науково-фантастичних телевізійних програм, Ґ Д Докладніше : Список науково-фантастичних телевізійних програм, Д Е Докладніше : Список науково-фантастичних телевізійних програм, Е Є Докладніше : Список науково-фантастичних телевізійних програм, Є Ж Докладніше : Список науково-фантастичних телевізійних програм, Ж З Докладніше : Список науково-фантастичних телевізійних програм, З І Докладніше : Список науково-фантастичних телевізійних програм, І Ї Докладніше : Список науково-фантастичних телевізійних програм, Ї Й Докладніше : Список науково-фантастичних телевізійних програм, Й К Докладніше : Список науково-фантастичних телевізійних програм, К Л Докладніше : Список науково-фантастичних телевізійних програм, Л | М Докладніше : Список науково-фантастичних телевізійних програм, М Н Докладніше : Список науково-фантастичних телевізійних програм, Н О Докладніше : Список науково-фантастичних телевізійних програм, О П Докладніше : Список науково-фантастичних телевізійних програм, П Р Докладніше : Список науково-фантастичних телевізійних програм, Р С Докладніше : Список науково-фантастичних телевізійних програм, С Т Докладніше : Список науково-фантастичних телевізійних програм, Т У Докладніше : Список науково-фантастичних телевізійних програм, У Ф Докладніше : Список науково-фантастичних телевізійних програм, Ф Х Докладніше : Список науково-фантастичних телевізійних програм, Х Ц Докладніше : Список науково-фантастичних телевізійних програм, Ц Ч Докладніше : Список науково-фантастичних телевізійних програм, Ч Ш Докладніше : Список науково-фантастичних телевізійних програм, Ш Щ Докладніше : Список науково-фантастичних телевізійних програм, Щ Ю Докладніше : Список науково-фантастичних телевізійних програм, Ю Я Докладніше : Список науково-фантастичних телевізійних програм, Я |